# 山形県立山形養護学校
山形県立山形養護学校（やまがたけんりつ やまがたようごがっこう）は、山形県山形市行才にある公立特別支援学校。国立病院機構山形病院に併設されている関係上、病弱を教育領域とする。

## 学部
- 小学部
- 中学部
- 高等部